# Краббе, Эрик
Эрик Краббе (дат. Erik Tygesen Krabbe; 1510 — 1564) — датский дворянин; юрист и историк.
Автор нескольких биографий современников; издал датскую рифмованную хронику, перевёл «Ютский Законник» Вальдемара II на немецкий язык и собрал множество правовых актов, которыми воспользовались при составлении датского законника в царствование Кристиана V. Краббе приписывали, но совершенно безосновательно, авторство рифмованной хроники короля Иоанна.